# 章文炳
章文炳（？—1621年），字明会，號被龍，福建漳州府長泰縣人。

## 生平
万历三十七年（1609年）己酉科福建乡试举人，四十一年（1613年）癸丑科進士，兵部觀政，四十二年授户部主事，四十四年管理明智草场，四十五年易州管倉，本年升员外郎，四十六年升湖廣司郎中，本年官重庆府知府。治行廉潔，吏民愛之。天啓初，以東征调川兵，土酋樊龙、樊虎乘机鼓噪，殺巡撫徐可求、巡道骆日升等，文炳挺身罵賊亦被殺。贼党夏允中慕文炳威徳，殓以以美材，捡其囊，敝衣数袭而已，贼叹息罗拜而去，喪出江上，夾岸皆大哭。事聞，贈太僕少卿，再贈太常寺卿。男理六為漳州衛左所副千戶世襲。

## 家族
曾祖章子珍。祖父章華英，乡宾。父章有猷。

## 延伸阅读
[在维基数据编辑]
 《明史卷二百九十》，出自《明史》